# Caroline Emmelius
Caroline Emmelius (* 11. August 1972) ist eine deutsche Germanistin.

## Leben
Nach dem Studium (1992–1999) der Germanistik und Anglistik an der Georg-August-Universität Göttingen und am King’s College London war sie von 2004 bis 2009 wissenschaftliche Mitarbeiterin am Seminar für Deutsche Philologie Göttingen bei Hartmut Bleumer. Seit 2016 war sie Juniorprofessorin für Ältere deutsche Sprache und Literatur an der HHU Düsseldorf. Nach der Habilitation 2020 an der HHU Düsseldorf ist sie seit 2022 Lehrstuhlinhaberin für Ältere Deutsche Literaturwissenschaft an der KU Eichstätt-Ingolstadt.
Ihre Forschungsschwerpunkte sind gesellige Kommunikation und Interaktion in mittelalterlichen Texten, Novellistik und Recht, Intermedialität in der geistlichen Literatur (Viten, Offenbarungen, Visionen, Andachtsbücher) und liturgische Ästhetik.